# Catedral de Wells

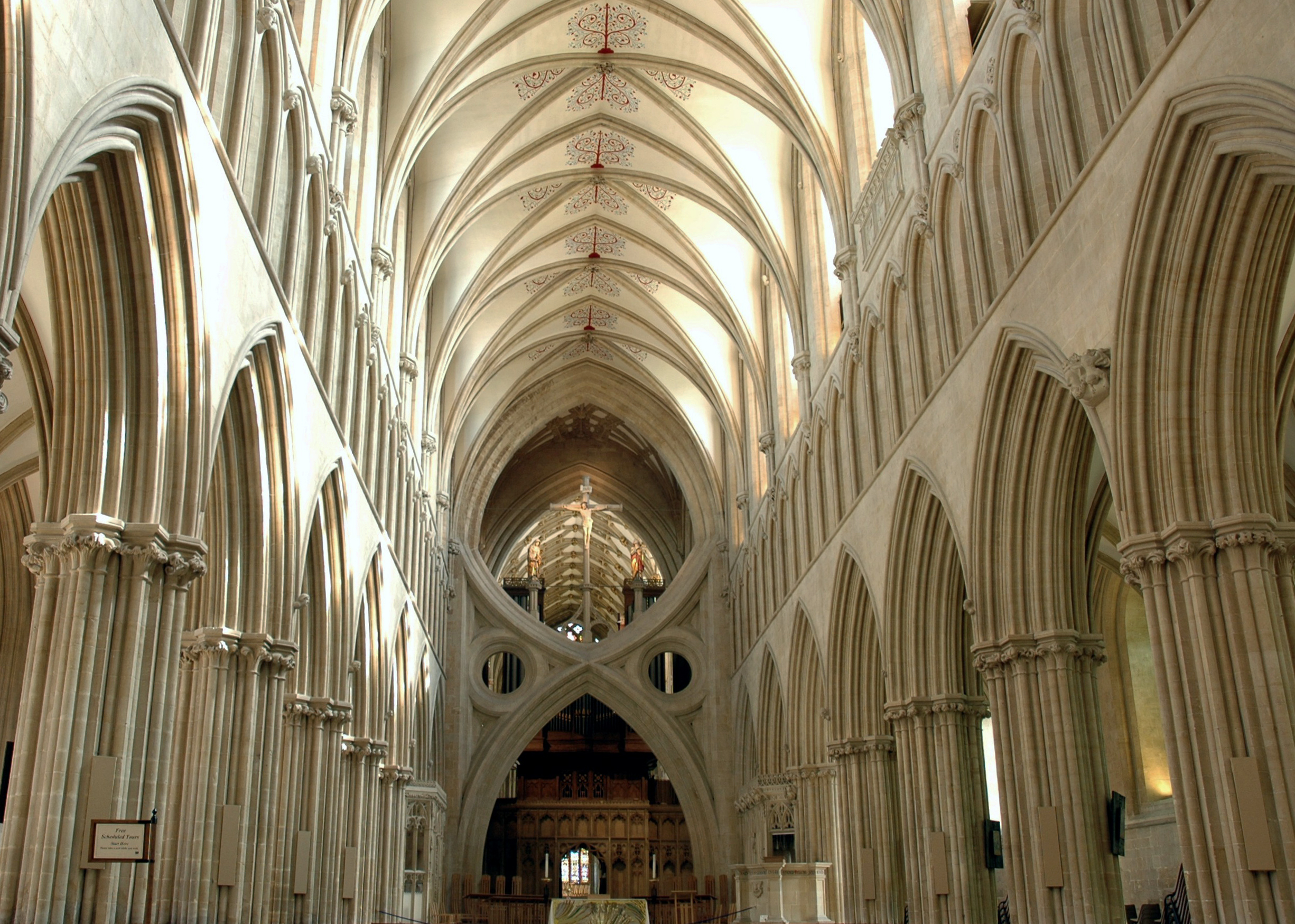

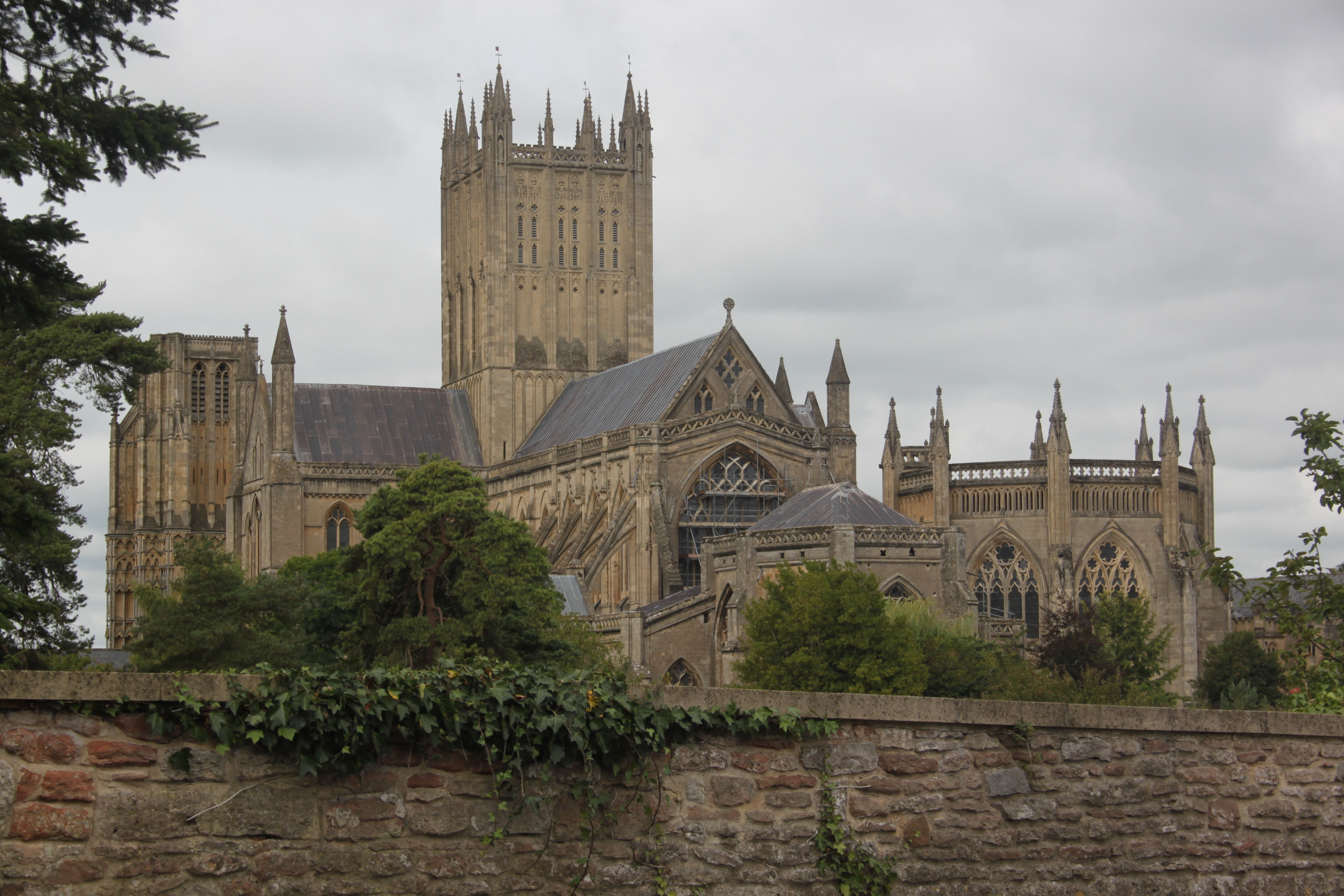

A Igreja Catedral de Santo André, comumente chamada de Catedral de Wells, é uma Igreja Anglicana da Inglaterra, situada em Wells. A catedral, dedicada a Santo André Apóstolo, é a casa do Bispo de Bath and Wells. É a igreja-mãe da diocese e contém o trono do bispo (cátedra).

## História
Foi construída entre 1175 e 1490, substituindo uma antiga igreja construída no mesmo local em 705. Tem uma dimensão média no conjunto das catedrais medievais da Inglaterra, entre aquelas de enorme dimensão como as de Lincoln e York, e as de mais pequena como as de Oxford e Carlisle. Com a sua larga frente a oeste e torre central, é a dominante das suas pequenas cidades catedrais e um marco na paisagem rural de Somerset. Wells tem sido descrita como "inquestionavelmente uma das mais bonitas" e como "a mais poética" das catedrais inglesas.
A arquitectura da catedral apresenta um todo harmonioso em estilo inteiramente gótico e, na generalidade, ao estilo inglês inicial do final do século XII, princípio do século XIII. A este respeito, Wells difere das outras catedrais medievais inglesas, as quais possuem partes ao estilo românico inicial introduzido no Reino Unido pelos normandos no século XI.
Os trabalhos de construção tiveram início por volta de 1175 no extremo oriental com o edifício do coro. O historiador John Harvey considera-a como a primeira estrutura verdadeiramente gótica na Europa, tendo quebrado com os anteriores padrões do românico. O trabalho em pedra das suas arcadas pontiagudas pilares canelados é enriquecido pela complexidade das molduras pronunciadas e pela vitalidade dos seus capitéis esculpidos num estilo folheado conhecido como "folha dura". O seu exterior tem uma fachada em estilo inglês antigo com mais de trezentas figuras esculpidas, descritas por Harvey como "o supremo triunfo da combinação das artes plásticas em Inglaterra". O extremo oriental, é caracterizado pela presença de vitrais muito antigos, o que é raro em Inglaterra.
Ao contrário de muitas catedrais inglesas de fundação monástica, Wells tem vários edifícios seculares no capítulo de párocos seculares, incluindo o Palácio do Bispo e Vicars' Close, uma rua residencial que se mantêm inalterada desde o século XV. A catedral é um edifício inventariado de Grau I.
Sua fachada tem uma decoração muito rica, mas foi depredada em uma onda iconoclasta de 1643 e em vandalismo provocado por soldados em 1645, sofreu durante a guerra civil que culminou na morte de Carlos I, e o edifício começou a entrar em decadência. Quando Ralph Bathurst assumiu o bispado mandou restaurá-la, mas outra vez foi depredada na rebelião do Duque de Monmouth de 1685, e então foi transformada em estábulo. O novo bispo, Thomas Ken, reiniciou um restauro, mas foi obrigado a renunciar e as obras foram suspensas. No século XVII a Capela de Santa Maria sofreu sérios danos, devido à rejeição do culto mariano pelos puritanos. Em 1703 duas espiras desabaram quando um raio atingiu o edifício. Só voltou a entrar em obras no início do século XIX, mas em seu decurso diversos monumentos no interior foram removidos e teve suas pinturas murais apagadas, sendo redecorada com peças novas enquanto outras originais eram deslocadas de suas posições primitivas. A partir do século XX passou por várias obras de conservação e restauro.